# Louis Porcher
Louis Porcher, né le 21 janvier 1940 à  Parthenay (Deux-Sèvres) et mort le 13 juillet 2014  à Issy-les-Moulineaux (Hauts-de-Seine), est un sociologue, écrivain et didacticien français, professeur à la Sorbonne Nouvelle.

## Biographie
Ancien élève de l'École normale supérieure de Saint-Cloud, agrégé de philosophie, sociologue, écrivain, Louis Porcher est devenu directeur du CREDIF (École normale supérieure de Saint-Cloud), puis expert auprès du Conseil de l'Europe pour les langues vivantes pendant vingt ans ainsi qu'expert auprès de la Commission européenne à Bruxelles pendant quinze ans. 
« Visiting professor » pendant dix ans aux États-Unis et responsable du français langue étrangère au ministère de l'Éducation nationale de 1981 à 1984, il termine sa carrière comme professeur des universités à l'unité de formation et de recherche de didactique du FLE de l'université de la Sorbonne Nouvelle (Paris III). 
Ses publications sont très nombreuses et portent en priorité sur l'enseignement du français (langue maternelle et étrangère) et des langues vivantes. Et aussi, pendant 30 ans, sur les médias, sujet sur lequel il a fait ses deux thèses, celle de 3e cycle à Strasbourg en 1969 (directeur : Michel Tardy (d)) et sa thèse d'État en 1974 (université Paris V directeur : Jean Cazeneuve).
Il est également engagé dans de nombreuses associations, notamment l'ASDIFLE (Association de didactique du français langue étrangère (d)), dont il est le fondateur avec Henri Holec (d) et la SIHFLES (Société internationale d'histoire du français langue étrangère et seconde (d)).